# 瑪麗·居禮博物館

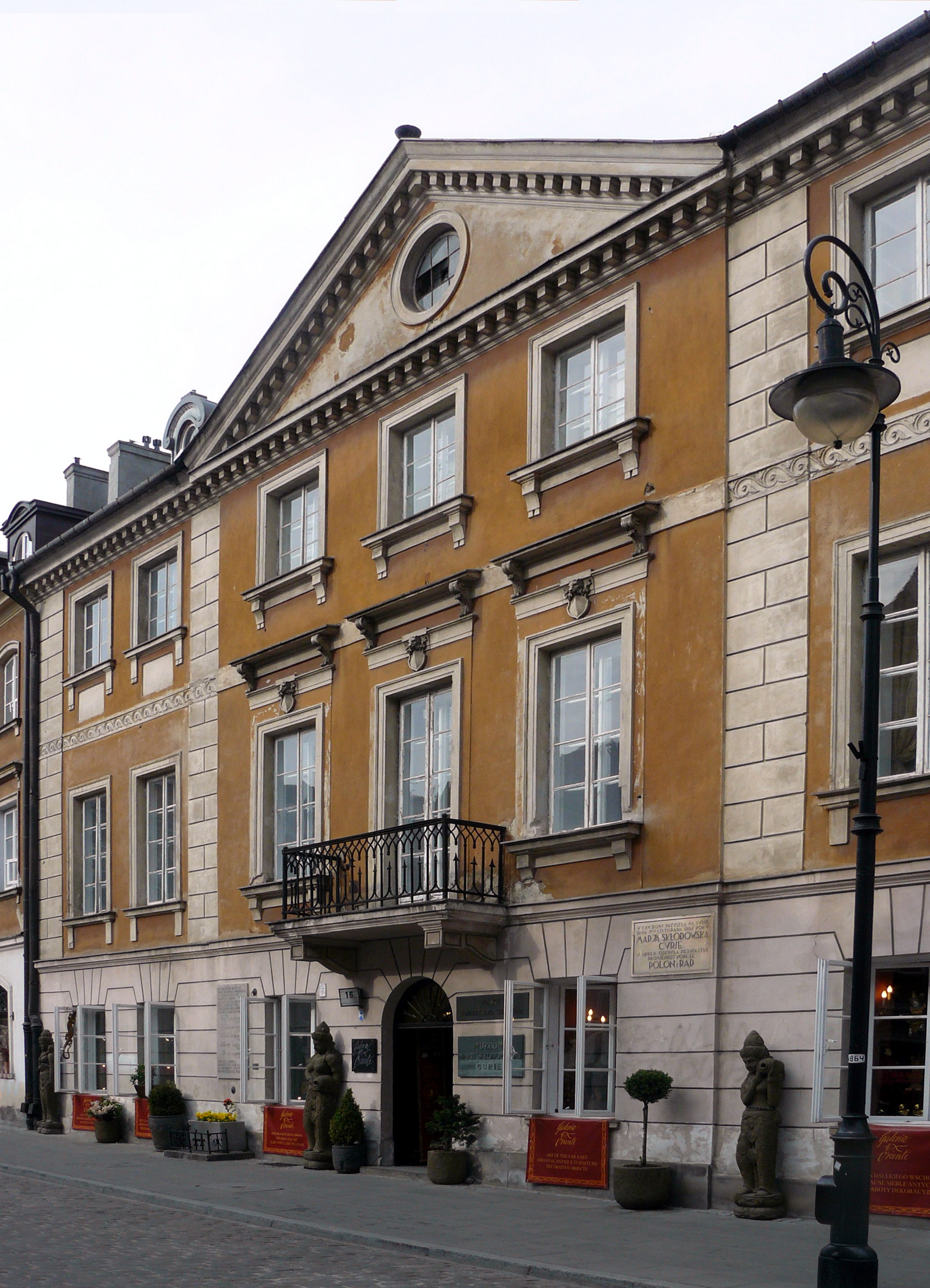
居里夫人博物館

居里夫人博物館（波蘭語：Muzeum Marii Skłodowskiej-Curie）是位於波蘭首都華沙的一座博物館，收藏展示兩次獲得諾貝爾獎的波蘭人科學家瑪麗·居禮的生平和工作的展品。博物館位於弗雷塔街16號，由波蘭化學學會贊助。